# Anastasija Jur'evna Voločkova
Anastasija Jur'evna Voločkova (in russo Анастасия Юрьевна Волочкова?; Leningrado, 20 gennaio 1976) è un'ex ballerina russa.

## Biografia
Anastasija Jur'evna Voločkova è nata nel 1976 in una famiglia della media borghesia nella San Pietroburgo sovietica. Ha cominciato ad interessarsi alla danza a cinque anni, quando la madre la portò a vedere una rappresentazione de Lo schiaccianoci al Teatro Mariinskij. Successivamente è stata ammessa all'Accademia di danza Vaganova e, prima ancora di diplomarsi, è stata scritturata dal Balletto Mariinskij come la più giovane solista nella storia del teatro pietroburghese. Nel 1993, l'anno prima di ricevere il diploma, ha danzato per la prima volto in una parte da protagonista, il duplice ruolo di Odette e Odile ne Il lago dei cigni.
Dal 1994 al 1998 ha danzato in veste di solista con il Balletto Mariinskij e nelle quattro stagioni con la compagnia ha interpretato molti dei grandi ruoli del repertorio femminile, tra cui le protagoniste nel Don Chisciotte, Giselle, La Bayadère, Le Corsaire, Raymonda, L'uccello di fuoco, Lo schiaccianoci e La bella addormentata. Inoltre si è esibita nelle numerose tournée europee della compagnia, danzando in tutti i maggiori teatri d'opera in Europa e nel 1995 ha fatto il suo esordio sulle scene statunitensi danzando alla Metropolitan Opera House.
Nel 1998 è stata invitata da Vladimir Viktorovič Vasil'ev a danzare come Odette e Odile ne Il lago dei cigni al Teatro Bol'šoj e nella stessa stagione ha danzato al teatro moscovita come ballerina ospite negli allestimenti di Jurij Grigorovič de La Bayadère, La bella addormentata e Raymonda. Dopo una tournée nel Regno Unito all'inizio del 2000, il coreografo Derek Deane l'ha invitata come ballerina ospite all'English National Ballet e ha coreografato appositamente per lei il ruolo della fata Carabosse nella sua Bella addormentata.
Dopo essere tornata in Russia nel marzo 2000 è stata scritturata dal Teatro Bol'šoj come prima ballerina della compagnia. Tuttavia, dopo il licenziamento di Vasil'ev dal settembre dello stesso anno, il rapporto tra Voločkova e la direzione del teatro si è fatto via via più teso, nonostante i successi professionali della ballerina, che nel 2002 ha vinto il Prix Benois de la Danse ed è stata proclamata Artista Benemerita della Federazione Russa. Nel 2003 è stata licenziata dal Bol'šoj, che ha giustificato il licenziamento affermando che la ballerina fosse troppo alta e robusta e che nessuno dei loro ballerini le potesse fare da partner in scena. La scelta del Bol'šoj ha ricevuto grande attenzione mediatica in Russia e all'estero e Voločkova ha fatto causa al teatro; il licenziamento è stato ritenuto illecito e al teatro è stato ordinato di rinnovarle il contratto. Successivamente ha lasciato la compagnia per lavorare come ballerina freelance e in questa veste ha continuato a danzare nei quindici anni seguenti. Inoltre ha recitato in alcune soap opere e inciso un album.